# Max A. Höfer
Max A. Höfer (* 1959 in Stuttgart) ist ein deutscher Politikwissenschaftler und Ökonom.

## Leben
Höfer war Ressortleiter Politik und Leiter des Hauptstadt-Büros der Zeitschrift Capital. Von ihm ist 2005 das Buch Meinungsführer, Denker, Visionäre erschienen. Für das Magazin Cicero (Ausgabe April 2006) hat Höfer eine Liste der fünfhundert „führenden deutschsprachigen Intellektuellen“ ermittelt. 
Im April 2006 trat er die Nachfolge von Tasso Enzweiler an als Co-Geschäftsführer der Initiative Neue Soziale Marktwirtschaft. Ende Dezember 2009 schied er bei der INSM aus.
Seitdem hat er sich vom Vertreter des Neoliberalen Kapitalismus zu einem Kritiker der Ökonomisierung entwickelt. In seinem Buch „Vielleicht will der Kapitalismus gar nicht, dass wir glücklich sind? Erkenntnisse eines Geläuterten“ von 2013 vertritt er die These, dass unsere Gesellschaft aufgrund der Orientierung an maximalen Erträgen und Wachstumsraten Zufriedenheit und damit Akzeptanz der Menschen vernachlässigt.

„Mit dieser Denkweise werden wir niemanden für die Marktwirtschaft begeistern, da bin ich mir sicher. Denn was die Menschen heute bewegt, das sind Fragen nach dem guten Leben, nach den qualitativen Bedingungen für Wohlbefinden und wie wir die natürlichen Ressourcen dafür erhalten können. Unsere ‚protestantische Arbeitsethik‘ hat uns weit gebracht, aber im Steigerungskapitalismus überdreht sie und das wird gefährlich.“